# El Oro kommun, Durango
El Oro är en kommun i Mexiko.   Den ligger i delstaten Durango, i den centrala delen av landet, 900 km nordväst om huvudstaden Mexico City. Antalet invånare är 11 320. Arean är 3 559 kvadratkilometer.
Terrängen i El Oro är kuperad åt nordost, men åt sydväst är den bergig.
Följande samhällen finns i El Oro:
- Santa María del Oro
- General Hermenegildo Galeana
- Potrero de Campa
- Magistral del Oro